# Fly, Daddy, Fly
Pour plus de détails, voir Fiche technique et Distribution.
Fly, Daddy, Fly (en hangul : 플라이대디; RR : Peullai daedi) est un film sud-coréen dramatique réalisé par Choi Jong-tae, sorti en 2006. Il est basé sur un roman du même nom de l'auteur japonais, Kazuki Kaneshiro.

## Synopsis
Jang Ka-pil est un employé quadragénaire qui mène une existence ordinaire jusqu'au jour où sa fille se fait agresser sexuellement par un lycéen. Il apprend que le statut des parents de l'agresseur l'oblige à étouffer l'affaire et décide alors de se venger. Seulement, l'agresseur, Tae-Wook n'est autre qu'un futur champion de boxe. Il prévoit de poignarder Tae-Wook à l'école mais il est arrêté par Go Seung-suk, aussi boxeur et celui-ci accepte de l'aider à se venger et de prouver qu'il peut protéger sa fille.

## Fiche technique
- Titre original : 플라이대디, Peullai daedi
- Titre international : Fly, Daddy, Fly
- Réalisation : Choi Jong-tae
- Scénario : Choi Jong-tae, Kazuki Kaneshiro (roman)
- Photographie : Choi Ju-young
- Production : Jonathan Kim, Ko Gyu-seob, Thomas Leong
- Société de distribution : CJ Entertainment
- Pays d'origine :  Corée du Sud
- Langue originale : coréen
- Format : Couleur - 1.85 : 1
- Dates de sortie :
  -  Corée du Sud : 3 août 2006
  -  Japon : 21 avril 2007

## Distribution
- Lee Joon-gi : Choi Su-wan
- Lee Moon-sik : Jang Ga-pil
- Nam Hyun-joon : Oh Se-jung
- Kim Ji-hoon : Chae Su-Bin
- Lee Yeon Su
- Kim So Eun
- Hyun Woo
- Cho Sung Ha
- Lee Jae Yong
- Ahn Nae-sang
- Woo Hyun